# Federico Carlo di Prussia
Federico Carlo di Prussia, (tedesco Friedrich Karl Nikolaus von Preußen) (Berlino, 20 marzo 1828 – Jagdschloss Glienicke, 15 giugno 1885), è stato un generale prussiano.

## Biografia
Era figlio maggiore del principe Carlo di Prussia, e di sua moglie, la principessa Maria di Sassonia-Weimar-Eisenach, nipote di Federico Guglielmo III di Prussia. Sua madre era la sorella dell'imperatrice Augusta, moglie di Guglielmo I di Germania.

## Carriera
Il principe fu educato alla vita militare sotto la tutela dell'allora maggiore Albrecht von Roon (1842-1846), che seguì il principe nel 1846 all'Università di Bonn.
Dopo aver terminato gli studi il principe servì in qualità di capitano nello staff del generale Friedrich Graf von Wrangel durante la campagna della Prima guerra dello Schleswig nel 1848. Promosso al grado di maggiore partecipò ad una campagna militare nel Baden durante la quale venne ferito. L'anno successivo venne promosso al grado di colonnello, poi maggior generale nel 1854 ed infine generale nel 1856.

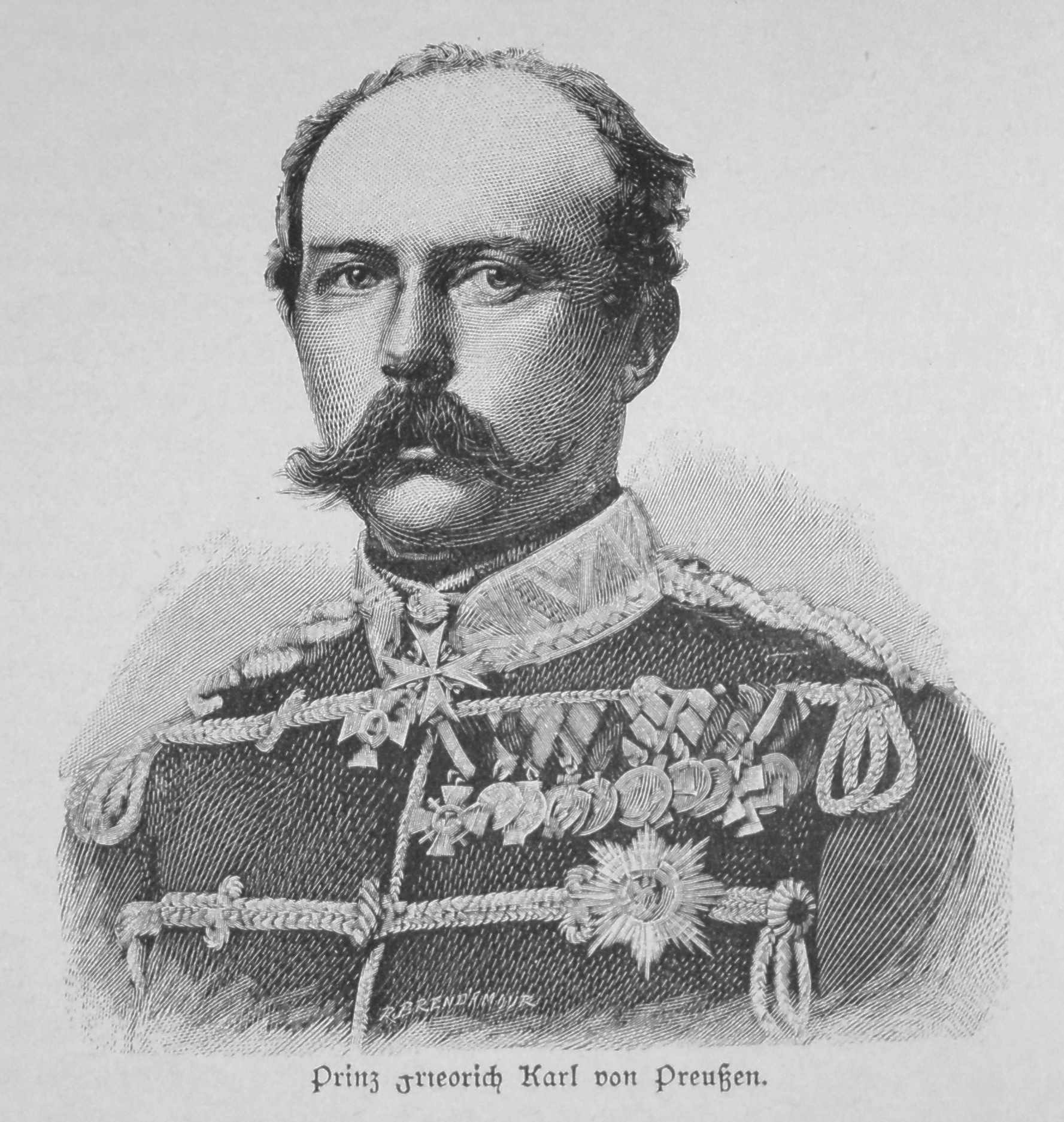
principe Federico Carlo di Prussia da Richard Brend'amour

Nel 1860 il principe pubblicò un trattato militare dal titolo in tedesco Eine militärische Denkschrift von P. F. K.. Promosso al grado di General der Kavallerie il principe prese parte alla Seconda guerra dello Schleswig nel 1864 contro la Danimarca nella quale gli fu affidato il comando delle truppe prussiane nel contingente di spedizione austro-prussiano.
Si distinse particolarmente nella Guerra austro-prussiana dove guidò la 1ª Armata, composta dal II, III e IV Corpo d'armata. Giunto a Königgrätz sostenne la superiorità numerica degli austriaci fino a quando suo cugino il principe ereditario Federico III di Germania non attaccò ai fianchi l'avversario alla guida della Seconda Armata.
Allo scoppio della Guerra franco-prussiana gli venne affidato il comando della Seconda Armata con la quale ottenne un'importante vittoria nella battaglia di Spicheren e nelle battaglie di Vionville-Mars le Tour e Saint Privat-Gravelotte e nel successivo assedio di Metz.
Dopo la caduta di Metz le sue truppe vennero inviate sulla Loira con il compito di rendere sicura l'area intorno a Orléans dove i francesi sotto la guida di Aurelle de Paladines prima e di Antoine Chanzy poi, cercavano di marciare a nord per difendere Parigi.
Dopo aver sconfitto i francesi ad Orléans e a Le Mans venne insignito del grado di Generalfeldmarschall.
Dopo la guerra venne promosso al grado di ispettore generale e ricevette il rango di feldmaresciallo dallo zar Alessandro II.

## Matrimonio

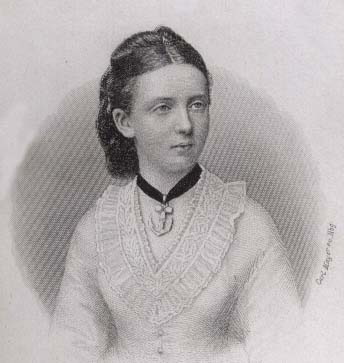
Maria Anna di Anahlt - Dessau

Sposò, il 29 novembre 1854, Maria Anna di Anhalt (14 settembre 1837-12 maggio 1906), figlia di Leopoldo IV di Anhalt-Dessau. Ebbero cinque figli:
- Maria Elisabetta Luisa Federica (14 settembre 1855-20 giugno 1888);
- Elisabetta Anna (8 febbraio 1857-28 agosto 1895);
- Anna Vittoria Carlotta Augusta Adelaide (26 febbraio 1858[1]-6 maggio 1858[1]);
- Luisa Margherita Alessandra Vittoria Agnese di Prussia (25 luglio 1860-14 marzo 1917), sposò il principe Arturo, duca di Connaught;
- Gioacchino Carlo Guglielmo Federico Leopoldo (14 novembre 1865-13 settembre 1931).

## Morte
Morì nel castello di caccia di Glienicke nel 1885.

## Ascendenza
|                                            |                                           |                                                | Genitori                                               |  |  | Nonni |  |  | Bisnonni                         |  |  | Trisnonni                    |  |
|                                            |                                           |                                                |                                                        |  |  |       |  |  | Federico Guglielmo II di Prussia |  |  | Augusto Guglielmo di Prussia |  |
|                                            |                                           |                                                |                                                        |  |  |       |  |  | Federico Guglielmo II di Prussia |  |  | Augusto Guglielmo di Prussia |  |
|                                            |                                           | Luisa Amalia di Brunswick-Lüneburg             |                                                        |  |  |       |  |  | Federico Guglielmo II di Prussia |  |  |                              |  |
| Federico Guglielmo III di Prussia          |                                           |                                                |                                                        |  |  |       |  |  | Federico Guglielmo II di Prussia |  |  |                              |  |
|                                            |                                           | Federica Luisa d'Assia-Darmstadt               | Luigi IX d'Assia-Darmstadt                             |  |  |       |  |  |                                  |  |  |                              |  |
|                                            |                                           | Federica Luisa d'Assia-Darmstadt               | Luigi IX d'Assia-Darmstadt                             |  |  |       |  |  |                                  |  |  |                              |  |
|                                            |                                           | Federica Luisa d'Assia-Darmstadt               | Carolina del Palatinato-Zweibrücken-Birkenfeld         |  |  |       |  |  |                                  |  |  |                              |  |
| Carlo di Prussia                           |                                           | Federica Luisa d'Assia-Darmstadt               |                                                        |  |  |       |  |  |                                  |  |  |                              |  |
|                                            |                                           | Carlo II di Meclemburgo-Strelitz               | Carlo Ludovico Federico di Meclemburgo-Strelitz        |  |  |       |  |  |                                  |  |  |                              |  |
|                                            |                                           | Carlo II di Meclemburgo-Strelitz               | Carlo Ludovico Federico di Meclemburgo-Strelitz        |  |  |       |  |  |                                  |  |  |                              |  |
|                                            |                                           | Carlo II di Meclemburgo-Strelitz               | Elisabetta Albertina di Sassonia-Hildburghausen        |  |  |       |  |  |                                  |  |  |                              |  |
| Luisa di Meclemburgo-Strelitz              |                                           | Carlo II di Meclemburgo-Strelitz               |                                                        |  |  |       |  |  |                                  |  |  |                              |  |
|                                            |                                           | Federica Carolina Luisa d'Assia-Darmstadt      | Giorgio Guglielmo d'Assia-Darmstadt                    |  |  |       |  |  |                                  |  |  |                              |  |
|                                            |                                           | Federica Carolina Luisa d'Assia-Darmstadt      | Giorgio Guglielmo d'Assia-Darmstadt                    |  |  |       |  |  |                                  |  |  |                              |  |
|                                            |                                           | Federica Carolina Luisa d'Assia-Darmstadt      | Maria Luisa Albertina di Leiningen-Dagsburg-Falkenburg |  |  |       |  |  |                                  |  |  |                              |  |
| Federico Carlo di Prussia                  |                                           | Federica Carolina Luisa d'Assia-Darmstadt      |                                                        |  |  |       |  |  |                                  |  |  |                              |  |
|                                            | Carlo Augusto di Sassonia-Weimar-Eisenach | Ernesto Augusto II di Sassonia-Weimar-Eisenach |                                                        |  |  |       |  |  |                                  |  |  |                              |  |
|                                            | Carlo Augusto di Sassonia-Weimar-Eisenach | Ernesto Augusto II di Sassonia-Weimar-Eisenach |                                                        |  |  |       |  |  |                                  |  |  |                              |  |
|                                            | Carlo Augusto di Sassonia-Weimar-Eisenach | Anna Amalia di Brunswick-Wolfenbüttel          |                                                        |  |  |       |  |  |                                  |  |  |                              |  |
| Carlo Federico di Sassonia-Weimar-Eisenach | Carlo Augusto di Sassonia-Weimar-Eisenach |                                                |                                                        |  |  |       |  |  |                                  |  |  |                              |  |
|                                            |                                           | Luisa Augusta d'Assia-Darmstadt                | Luigi IX d'Assia-Darmstadt                             |  |  |       |  |  |                                  |  |  |                              |  |
|                                            |                                           | Luisa Augusta d'Assia-Darmstadt                | Luigi IX d'Assia-Darmstadt                             |  |  |       |  |  |                                  |  |  |                              |  |
|                                            |                                           | Luisa Augusta d'Assia-Darmstadt                | Carolina del Palatinato-Zweibrücken-Birkenfeld         |  |  |       |  |  |                                  |  |  |                              |  |
| Maria di Sassonia-Weimar-Eisenach          |                                           | Luisa Augusta d'Assia-Darmstadt                |                                                        |  |  |       |  |  |                                  |  |  |                              |  |
|                                            |                                           | Paolo I di Russia                              | Pietro III di Russia                                   |  |  |       |  |  |                                  |  |  |                              |  |
|                                            |                                           | Paolo I di Russia                              | Pietro III di Russia                                   |  |  |       |  |  |                                  |  |  |                              |  |
|                                            |                                           | Paolo I di Russia                              | Caterina II di Russia                                  |  |  |       |  |  |                                  |  |  |                              |  |
| Marija Pavlovna Romanova                   |                                           | Paolo I di Russia                              |                                                        |  |  |       |  |  |                                  |  |  |                              |  |
|                                            |                                           | Sofia Dorotea di Württemberg                   | Federico II Eugenio di Württemberg                     |  |  |       |  |  |                                  |  |  |                              |  |
|                                            |                                           | Sofia Dorotea di Württemberg                   | Federico II Eugenio di Württemberg                     |  |  |       |  |  |                                  |  |  |                              |  |
|                                            |                                           | Sofia Dorotea di Württemberg                   | Federica Dorotea di Brandeburgo-Schwedt                |  |  |       |  |  |                                  |  |  |                              |  |
|                                            |                                           | Sofia Dorotea di Württemberg                   |                                                        |  |  |       |  |  |                                  |  |  |                              |  |